# Матеуш Ленговський
Матеуш Ленговський (пол. Mateusz Łęgowski, нар. 29 січня 2003, Бродниця, Польща) — польський футболіст, опорний півзахисник італійського клубу «Салернітана» та національної збірної Польщі.

## Ігрова кар'єра

### Клубна
Маиеуш Ленговський починав займатися футболом у своєму рідному місті Бродниця. У 2018 році він приєднався до футбольної школи клубу «Погонь» з міста Щецин, де на початку виступав за молодіжну команду. Деякий час перебував в оренді в іспанській «Валенсія», також виступаючи за молодіжну команду.
Але повернувся до «Погоні» і в 2019 році був заявлений за дублюючий склад клубу у Третій лізі чемпіонату Польщі. Першу гру на професійному рівні футболіст провів 21 серпня 2021 року у матчі чемпіонату Польщі проти «Сталі».
У серпні 2023 року перейшов до складу італійського клубу «Салернітана». 20 серпня Ленговський дебютував у турнірі Серії А.

### Збірна
З 2018 року Матеуш Ленговський виступав за юнацькі та молодіжну збірну Польщі. 22 вересня 2022 року у матчі Ліги націй проти збірної Нідерландів Ленговський дебютував у складі національної збірної Польщі.